# Calycopeplus paucifolius
Calycopeplus paucifolius là một loài thực vật có hoa trong họ Đại kích. Loài này được (Klotzsch) Baill. mô tả khoa học đầu tiên năm 1866.